# Филип I Филаделф
Филип Епифан Филаделф (старогрчки: Φίλιππος Ἐπιφανής Φιλάδελφος) је био владар хеленистичке Селеукидског краљевства између 94. и 83. или 75. године п. н. е.

## Биографија
Био је син Антиоха VIII Грипа и вероватно његове друге супруге, египатске принцезе Трифене. Деметрије је свој рани живот провео у грађанском рату између свог оца и ујака Антиоха IX. Рат је завршен убиством Антиоха VIII 96. године п. н. е. Након смрти својих родитеља, Деметрије је овладао Дамаском, док се његов брат, Селеук VI, припремао за рат против убице свог оца. Антиох IX је заузео селеукидску престоницу Антиохију. У грађанском рату који је уследио, Селеук је поразио и убио Антиоха, али је његов наследник, Антиох X, поразио Селеука. Браћа близанци Деметрија, Антиох XI и Филип, решили су да освете брата. Грађански рат завршен је смрћу Антиоха XI и преласка Деметрија на страну Филипа у борби против Антиоха X (који је трајао до 88. године п. н. е.). Годину дана раније, Деметрије је са војском напао Јудеју и сломио снаге краља Александра Јанеја. Деметрије се домогао Антиохије пре Филипа. До 87. године п. н. е. држао је већи део Сирије под својом контролом. Покушао је да придобије масе промовишући значај семитских богова. Крајем 87. године п. н. е. напао је Филипа у граду Бероји, где је овај позвао у помоћ Парћане. Удружене снаге Филипа и Парћана сузбиле су Деметрија. Он је приморан на предају престола и егзил у Партију. Филип је овладао Антиохијом, док је његов трећи брат, Антиох XII, овладао Дамаском.
Филип је неуспешно покушао да заузме Дамаск, након чега нестаје у историјским изворима. Нема информација како је и где умро. Обично се за годину Филипове смрти узима 83. година п. н. е. када је јерменски владар Тигран Велики напао Селеукидску краљевину. Могуће је, међутим, да се Филипова смрт догодила и 75. године п. н. е. Нумизматички материјал даје могућност за такву претпоставку.